# Хираяма, Пётр Такааки
Пётр Такааки Хираяма (яп. 平山高明; 31 марта 1924, Сеул, Японская империя — 15 июля 2023, Оита) — католический прелат, епископ Оиты с 15 ноября 1969 по 10 мая 2000 год.

## Биография
Пётр Такааки Хираяма родился 31 марта 1924 года в Сеуле. 19 марта 1957 года был рукоположен в священника.
15 ноября 1969 года Римский папа Павел VI назначил Петра Такааки Хираяму епископом Оиты. 25 января 1970 года состоялось рукоположение Петра Такааки Хираямы в епископа, которое совершил апостольский пронунций в Японии титулярный архиепископ Тира Бруно Вюстерберг в сослужении с епископом Фукуоки Петром Сабуро Хирата и титулярным епископом Кредепулы Домиником Сэнюмоном Фукахори.
10 мая 2000 года Пётр Тамааки Хираяма подал в отставку.